# Aeropuerto Capitán Vicente Almandos Almonacid
El Aeropuerto Capitán Vicente Almandos Almonacid 3 4 (FAA: IRJ - IATA: IRJ - OACI: SANL), es un aeropuerto inaugurado el 11 de octubre de 1948 que se encuentra ubicado a 6 km al noreste de la ciudad de La Rioja, en la Provincia de La Rioja. Fue bautizado en honor a Vicente Almandos Almonacid en el año 1972, pionero de la aviación en Argentina. Actualmente es base operativa de medios aéreos del Plan Nacional de Manejo del Fuego.

## Historia
El Aeropuerto Capitán Vicente Almandos Almonacid comenzó a operar el 11 de octubre de 1948, con una pista cuya orientación era 18/36, de 1,200 metros de longitud.
En 1949 la pista fue ampliada a 1,860 por 40 metros de ancho, con una superficie de tierra compactada, hecho que le posibilitó recibir aeronaves Viking de la Fuerza Aérea Argentina, que cumplían los vuelos LADE y unían la ruta aérea La Rioja con El Palomar, Santa Rosa, Río Cuarto, San Luis y Córdoba, con pernocte en La Rioja; estos vuelos eran cubiertos una vez por semana.
El primer edificio de la terminal de pasajeros se inauguró el 26 de mayo de 1951, y hasta esa fecha solo se contaba con la pista de tierra y una plataforma de 30 por 30 m de hormigón, ubicada en el sector oeste de la pista. Este edificio poseía una galería, oficina para jefatura, sala de espera, oficina meteorológica y torre de control. Su configuración era de estilo colonial, con techos de tejas a dos aguas. A partir de ese año, inició sus vuelos regulares Aerolíneas Argentinas.
En 1969 se construyó la nueva pista, orientación 03/21, de concreto asfáltico con cabeceras y plataformas de hormigón armado, con una extensión de 2,860 por 30 metros de ancho, hecho que permitió a Aerolíneas Argentinas incorporar al servicio en La Rioja aeronaves tipo Carabelle, que posteriormente fueron reemplazadas por el Boeing 737.

## Accesos

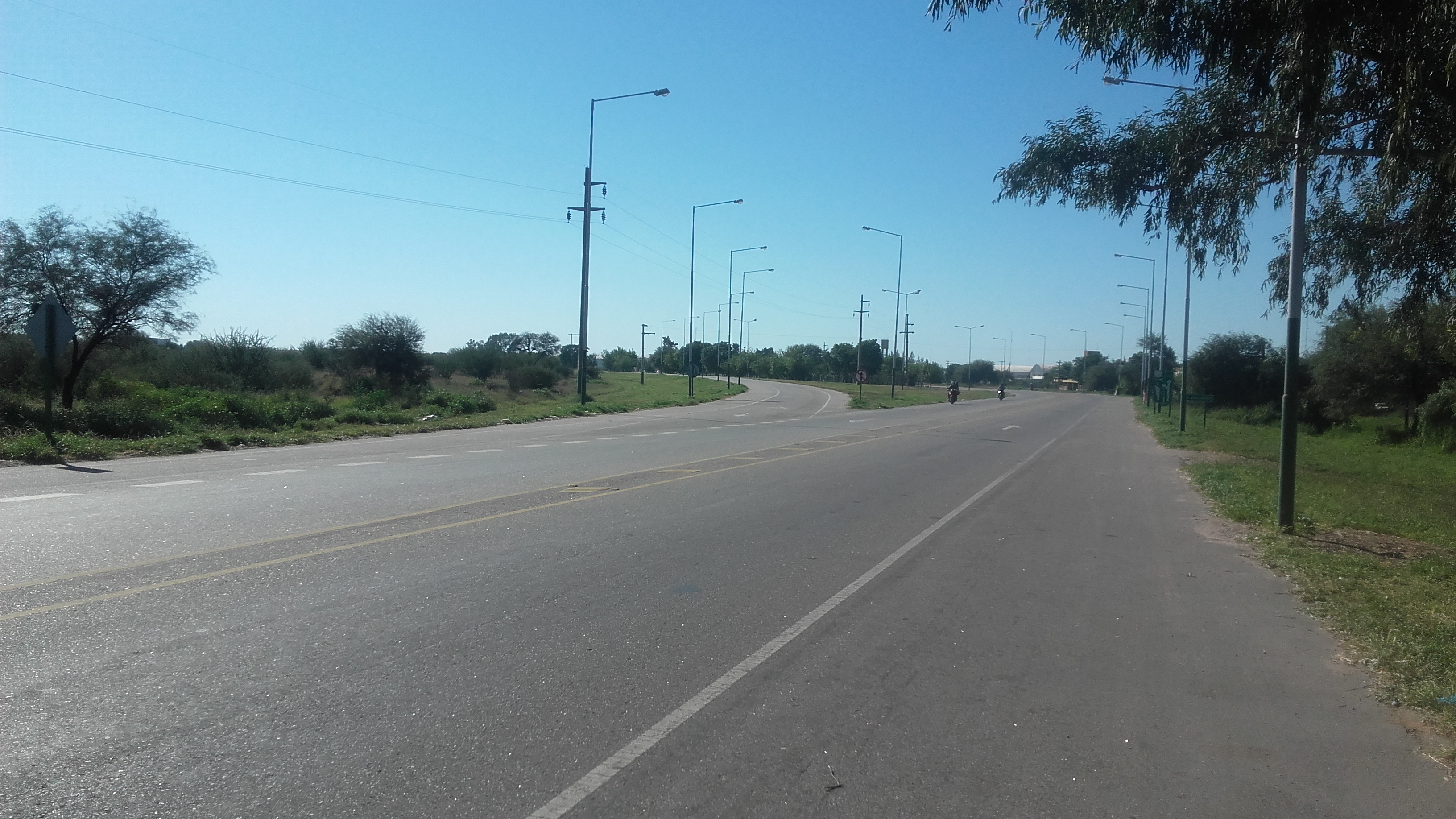
Ruta de acceso.

Al aeropuerto se accede por Acceso Ruta Provincial 5 (F5300) y sus coordenadas son latitud 29° 23' 02" S y longitud 66° 47' 39" O.

## Infraestructura

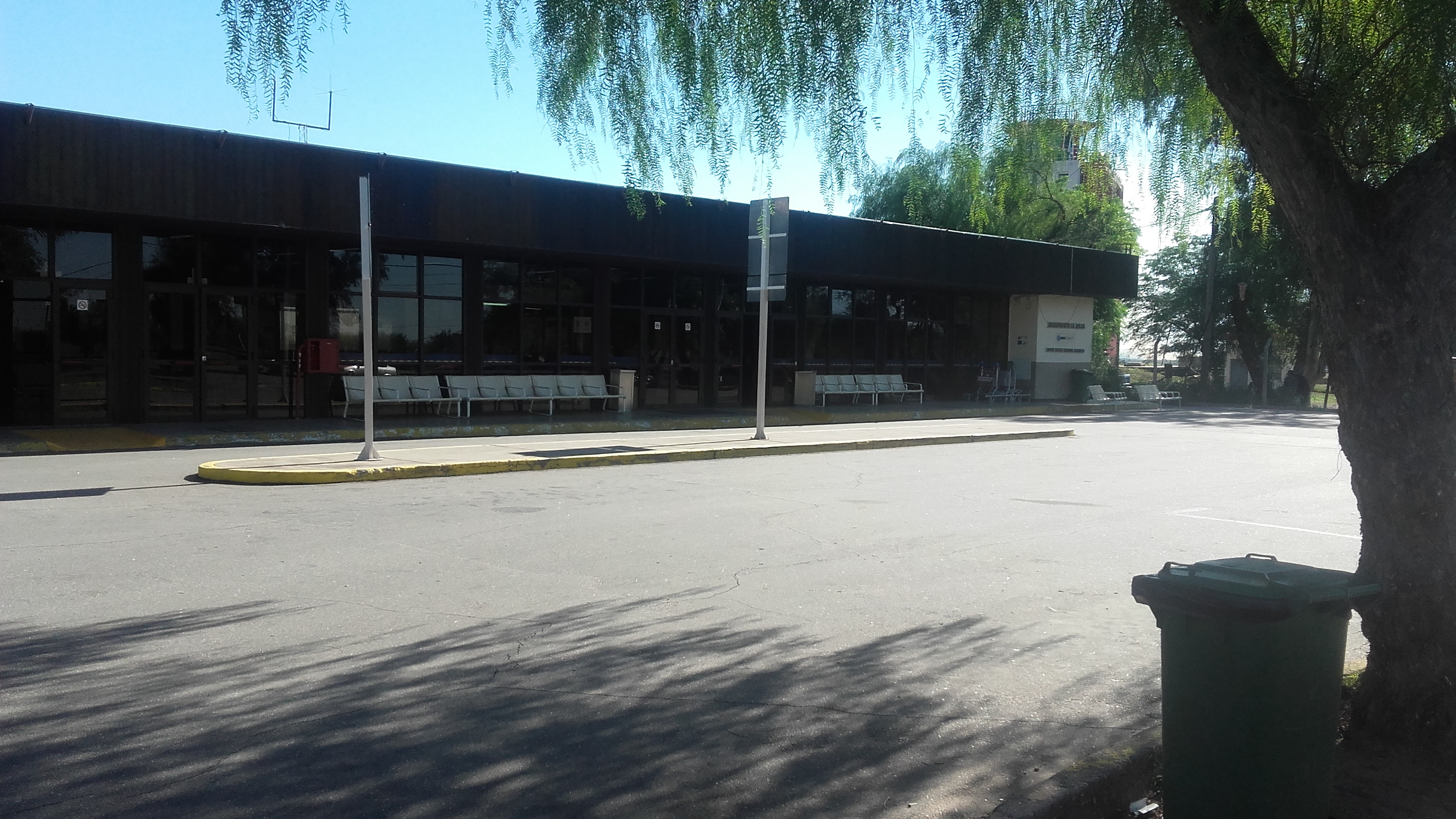
Entrada principal.

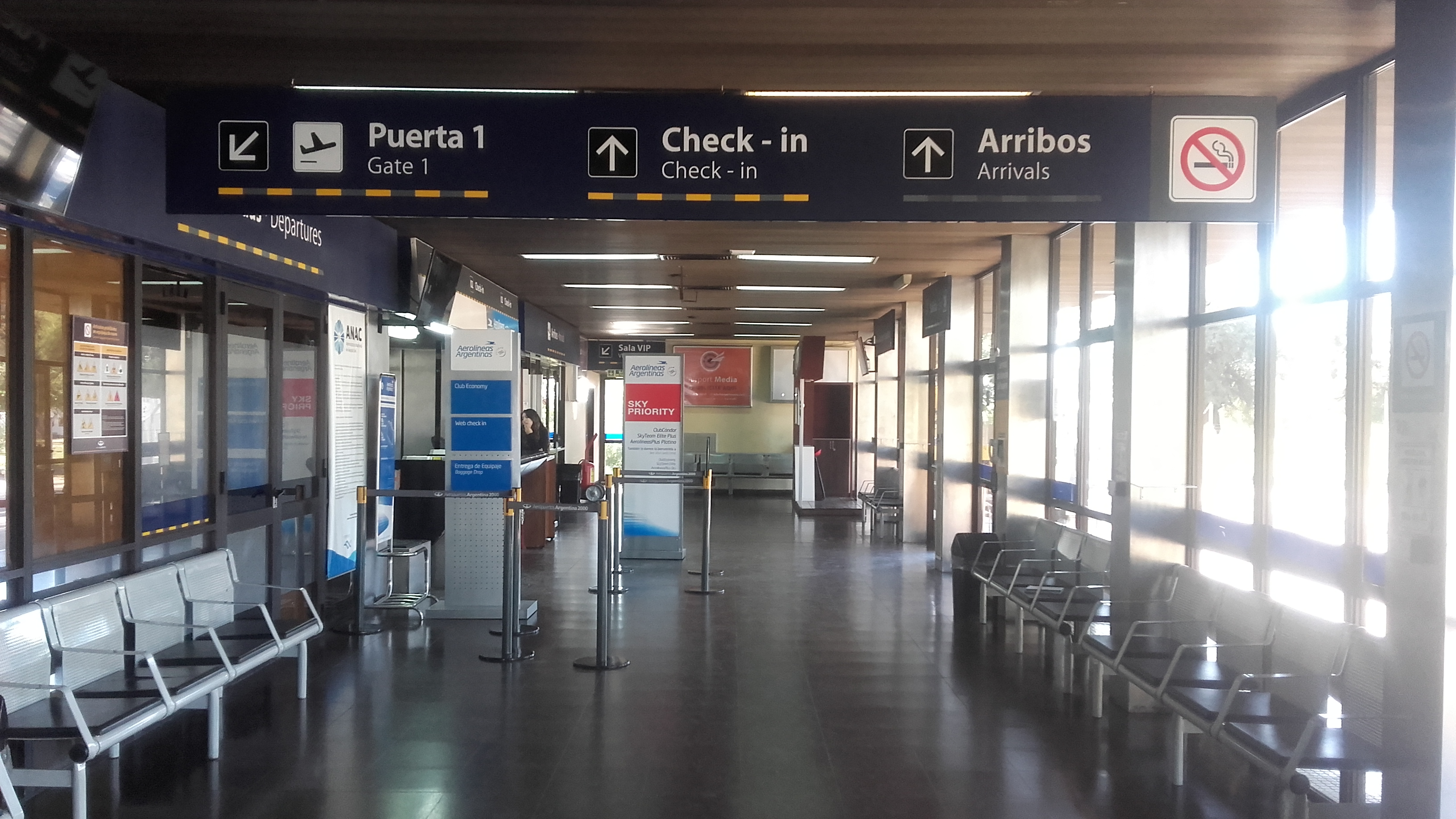
Salón principal.

El área total del predio es de 506 ha aproximadamente y su categoría OACI es 4C.
- Pistas: 85,800 m²
- Calles de Rodaje: 33,800 m²
- Plataformas: 7,628 m²
- Superficie Total Edificada: 1,195 m²
- Terminal de Pasajeros: 940 m²
- Hangares: 1,732 m²
- Estacionamiento Vehicular: 70 vehículos

## Aerolíneas y destinos
| Destinos regulares | Nombre del aeropuerto    | Aerolíneas            | Avión     | Frecuencias semanales |
| ------------------ | ------------------------ | --------------------- | --------- | --------------------- |
| Argentina          |                          |                       |           |                       |
| Buenos Aires       | Aeroparque Jorge Newbery | Aerolíneas Argentinas | E190 B737 | 12                    |

## Estadísticas
| Ranking | Ciudad                               | Pasajeros (2017) | Pasajeros (2018) | Pasajeros (2019) | Pasajeros (2020) | Pasajeros (2021) | Pasajeros (2022) | Pasajeros (2023) | Pasajeros (2024) | Pasajeros (2025 ENE-JUN) | Variación | Aerolíneas            |
| ------- | ------------------------------------ | ---------------- | ---------------- | ---------------- | ---------------- | ---------------- | ---------------- | ---------------- | ---------------- | ------------------------ | --------- | --------------------- |
| 1       | Buenos Aires (Aeroparque), Argentina | 63.070           | 65.283           | 61.345           | 8.000            | 3.000            | 54.000           | 79.000           | 73.000           | 34.000                   | -1        | Aerolíneas Argentinas |

## Aerolíneas y destinos que cesaron operaciones
- Aerochaco (Córdoba) operado por Macair Jet
- Alas La Rioja (Buenos Aires-Aeroparque) operado por American Jet
- Austral Líneas Aéreas (Buenos Aires-Aeroparque)